# Lac Livingston
Pour les articles homonymes, voir Livingston.
Le lac Livingston est un lac de barrage du sud du Texas aux États-Unis. Il est situé à proximité de la ville de Livingston, au nord de Houston, au sud de Dallas et à l'est d'Austin.